# Houécourt
Houécourt là một xã, nằm ở tỉnh Vosges trong vùng Grand Est của Pháp. Xã này có diện tích 9,91 kilômét vuông, dân số năm 1999 là 386 người. Xã này nằm ở khu vực có độ cao trung bình 320 m trên mực nước biển.

## Biến động dân số
| 1962                                         | 1968 | 1975 | 1982 | 1990 | 1999 |
| -------------------------------------------- | ---- | ---- | ---- | ---- | ---- |
| 485                                          | 488  | 474  | 418  | 365  | 386  |
| Số liệu từ năm 1962: Dân số không tính trùng |      |      |      |      |      |